# IRES
IRES (англ. Internal Ribosome Entry Site — участок внутренней посадки рибосомы) — регуляторный участок мРНК эукариот и их вирусов, который обеспечивает кэп-независимую, или внутреннюю инициацию трансляции.  При таком механизме инициации рибосома связывается с мРНК непосредственно в районе IRES, которые чаще всего располагаются в 5'-нетранслируемой области (5'-НТО) недалеко от сайта инициации трансляции, минуя стадии узнавания кэпа и сканирования.
К 2016 году описано более 80 клеточных (у дрожжей, растений и других высших эукариот) и 56 вирусных IRES. IRES были обнаружены у представителей следующих семейств вирусов: пикорнавирусы, флавивирусы, дицистровирусы и лентивирусы. Кроме того, недавно была показана возможность трансляции, зависимой от IRES вируса эукариот, в клетках бактерий.

## История
Участки внутренней посадки рибосомы были открыты в мРНК полиовируса и вируса энцефаломиокардита в 1988 году группами Н. Соненберга и Э. Виммера соответственно. Они обнаружили, что в молекуле РНК есть участки, способные связывать рибосомы, тем самым инициируя трансляцию. Оказалось, что если поместить IRES между двумя репортёрными генами в мРНК, то второй (3'-концевой) цистрон также будет экспрессироваться. Однако использование данного метода (т. н. метода бицистронных конструкций) может привести к ряду артефактов, связанных со сплайсингом и потенциальной промоторной активностью участков внутренней посадки рибосомы.

## Структура
Для всех IRES пикорнавирусов характерно наличие мотива GRNA в центральном домене, который обеспечивает формирование четырёхпетельной конформации, а также небольшого пиримидинобогащённого участка, который расположен на 20—25 нуклеотидов выше кодона AUG. IRES флавивирусов содержит 4 домена, обозначаемых I—IV, причём у IRES вируса гепатита C (HCV), типового представителя IRES данной группы вирусов, последовательности, необходимые для активности IRES, находятся между доменами II, III и IV и захватывают первые 30 нуклеотидов открытой рамки считывания, начинающейся со старт-кодона AUG. Вторичная структура IRES HCV была тщательно изучена. В частности, установлено, что домен II представляет собой шпильку длиной 75 нуклеотидов с тремя внутренними и одной терминальной петлёй и что домен III обладает наиболее сложной вторичной структурой, которая включает несколько спиралей и шпилек. Вторичная и третичная структура IRES дицистровирусов довольно консервативна и включает 3 различных домена, каждый из которых содержит псевдоузел. IRES были выявлены почти у всех членов семейства лентивирусов (в число которых входит и вирус иммунодефицита человека), причём IRES у них располагаются не только в 5'-НТО, но и в кодирующей области, где они участвуют в экспрессии некоторых изоформ основного структурного полипротеина Gag.
Структуры эукариотических IRES очень разнообразны, и в них не выявлено никаких консервативных последовательностей и мотивов. В некоторых случаях для эффективной работы IRES должны быть стабильными структурами в мРНК, а в других, напротив, слишком жёсткая структура IRES ингибирует инициацию трансляции. Было высказано предположение, что IRES не являются жёстко зафиксированными структурами и способны к перестройкам, регулирующим их активность. IRES могут также обусловливать образование различных изоформ белка, тем самым дополнительно расширяя число возможных белковых продуктов, получаемых с одного гена.

## Механизм
IRES обнаружены в 5'-нетранслируемых областях геномных мРНК вирусов и позволяют им транслироваться независимо от кэпа. Ряд клеточных мРНК также содержат IRES. 

### Клеточные IRES
В клетках IRES отвечают за посадку рибосом как на кэпированные, так и на некэпированные транскрипты в тех случаях, когда кэпзависимая инициация трансляции ингибирована (при стрессе, на определённой стадии клеточного цикла или при апоптозе), и тем самым обеспечивают непрерывный синтез необходимых белков. Ряд генов, мРНК которых содержат IRES — c-Myc, APAF1, Bcl-2 — при нормальных условиях экспрессируются мало, но в определённых ситуациях их экспрессия может существенно возрастать за счёт IRES-зависимой трансляции. Считается, что IRES могут также участвовать в поддержании низкого уровня трансляции ряда мРНК при нормальных условиях, связывая рибосомы и не позволяя им присоединяться к основным сайтам инициации. Такой механизм внутренней инициации в настоящее время плохо понятен, однако совершенно ясно, что эффективность IRES сильно зависит от транс-регуляторных белковых факторов, которые обеспечивают тонкую регуляцию IRES-зависимой трансляции на уровне отдельных клеток.
Структуры в 5'-НТО могут влиять на активность IRES, причём это влияние может быть опосредовано взаимодействиями как с различными транс-регуляторными факторами, так и непосредственно с рибосомами. Примерами генов, IRES которых находятся под контролем транс-регуляторных белков, являются протоонкогены Myc, участвующие в регуляции пролиферации клеток. Для IRES-зависимой трансляции этих мРНК необходимы особые факторы трансляции ITAF (англ. IRES trans-acting factors), которые выступают как шапероны РНК, заставляющие её принять правильную конформацию, подходящую для связывания с 40S субъединицей рибосомы.
Наличие IRES между AUG и другими старт-кодонами (отличными от AUG) свидетельствует о возможной роли IRES в инициации трансляции со слабых нестандартных старт-кодонов. IRES также могут взаимодействовать с короткими рамками считывания (uORF). Для доказательства существования IRES в структуре РНК недостаточно анализа её последовательности — все предположения должны быть подтверждены экспериментальными данными.
Х-связанный ингибитор апоптоза (англ. X-linked inhibitor of apoptosis, XIAP) играет важную роль в регуляции апоптоза, поэтому его синтез должен точно контролироваться. 5’-НТО мРНК XIAP составляет 1700 нуклеотидов в длину и содержит IRES, облегчающий синтез XIAP в условиях стресса. Кроме описанной мРНК XIAP, в результате альтернативного сплайсинга образуется мРНК с более короткой 5'-НТО длиной 323 нуклеотида и не содержащая IRES. Количество мРНК XIAP с короткой 5'-НТО в клетках в 10 раз в больше, чем с длинной. Установлено, что мРНК с короткой 5’-НТО ответственна за синтез XIAP в нормальных условиях и транслируется по кэп-зависимому механизму, а мРНК с длинной 5’-НТО обеспечивает синтез XIAP в условиях стресса. Итак, комбинация альтернативных 5’-НТО и механизмов инициации трансляции обеспечивает постоянную экспрессию XIAP в любых условиях.
Другим примером контроля экспрессии генов через различные элементы 5’-НТО, является ген человеческого фактора роста фибробластов 2 (англ. fibroblast growth factor 2, FGF-2). FGF-2 экспрессируется в 5 различных изоформах, образующихся при использовании альтернативных инициаторных кодонов в 5’-НТО, и трансляция его мРНК может идти не только кэпзависимо, но и IRES-зависимо. Интересно, что трансляция с четырёх из пяти инициаторных кодонов опосредована IRES. Предполагается, что IRES облегчает трансляцию с каждого из этих четырёх кодонов через модуляцию структуры мРНК при помощи транс-активирующих факторов.

### Вирусные IRES
У многих РНК-содержащих вирусов инициация трансляции происходит по кэпнезависимому механизму при участии IRES, локализованных в 5'-НТО. Например, так происходит у ВИЧ, вирусов гепатита A и С. Такой механизм инициации трансляции удобен тем, что в его случае нет необходимости в сборке преинициаторного белкового комплекса, и вирус может быстро размножаться.
Некоторые вирусные мРНК имеют на 5'-конце ковалентно связанный белок (VPg), поэтому использование кэпзависимой инициации для них исключено. IRES вируса гепатита C образует комплекс с 40S субъединицей рибосомы и привлекает фактор трансляции eIF3 клетки-хозяина. IRES многих пикорнавирусов не связывают 40S напрямую, а делают это через фактор инициации eIF4G, высокоаффинный сайт связывания которого находится в IRES. У многих вирусов (например, пикорнавирусов) для IRES-зависимой инициации одних канонических факторов инициации трансляции недостаточно: им также необходимы особые факторы, называемые ITAF. В зависимости от особенностей вторичной структуры и потребности в тех или иных факторах трансляции IRES делят на различные классы внутри отдельных семейств вирусов. Например, IRES пикорнавирусов делят на 4 класса (I—IV).
Вирусный РНК-геном может содержать больше одного IRES. Например, вирус паралича сверчков, входящий в семейство дицистровирусов, имеет РНК-геном с двумя IRES, один из которых локализован в 5'-НТО, а другой в межгенном участке. Оказалось, что функционирование этих элементов отличается: IRES, расположенный в 5'-НТО, инициирует трансляцию на всех этапах вирусной инфекции, а IRES, локализованный в межгенном участке, большую часть времени подавлен и активируется только через 2—3 часа после заражения. Временное разобщение двух IRES — эффективная вирусная стратегия для экспрессии определённых белков в строго определённую фазу инфекции.

## Клиническое значение
Поскольку IRES играют важнейшую роль в регуляции ряда генов, мутации, затрагивающие IRES, приводят к развитию тех или иных заболеваний. В частности, к числу таких заболеваний у человека относят Х-сцепленную болезнь Шарко — Мари — Тута, множественную миелому и синдром ломкой Х-хромосомы.
Вирусные IRES могут выступать мишенями многих противовирусных препаратов. В настоящий момент разрабатываются препараты, которые непосредственно разрушают структуру IRES или же мешают взаимодействию IRES с рибосомой или белковыми факторами, например, факторами инициации трансляции. В частности, IRES вируса гепатита C, ввиду своей консервативности среди встречающихся в клинике образцов, может быть мишенью лекарств, блокирующих трансляцию у этого вируса. Среди препаратов, направленных против IRES, есть антисмысловые олигонуклеотиды, пептидо-нуклеиновые кислоты (RNA), замкнутые нуклеиновые кислоты (LNA), морфолиновые олигонуклеотиды, короткие шпилечные РНК, аптамеры РНК, рибозимы, дезоксирибозимы, пептиды и малые молекулы. Показано, что ингибитор янускиназы 2 AZD1480 способен подавлять размножение вируса гепатита A, блокируя его IRES-зависимую трансляцию. Апигенин — препарат, применяющийся при лечении ящура — подавляет развитие вирусной инфекции, нарушая IRES-зависимую трансляцию у вируса ящура. Жизненный цикл энтеровирусов эффективно подавляет противоопухолевый препарат идарубицин, связывающийся с IRES.
Особый интерес представляют онколитические вирусы, жизненный цикл которых зависит от IRES, в связи с их возможным использованием в противораковой терапии.
IRES нашли широкое применение в создании векторов для генной терапии. Если локализовать IRES в 5'-НТО мРНК необходимых генов, то можно добиться их скоординированной экспрессии. В таких случаях чаще всего используется IRES вируса энцефаломиокардита.

## Методы
Для проверки того, обладает ли данная последовательность РНК свойствами IRES, можно использовать следующий метод. Создаётся бицистронная эукариотическая мРНК, в которой исследуемая последовательность находится между двумя репортёрными открытыми рамками считывания. Открытая рамка, находящаяся до исследуемой последовательности, будет транслироваться в белок по кэпзависимому механизму. Если изучаемая последовательность обладает свойствами IRES, то в клетке будет накапливаться и белок, соответствующий второй открытой рамке.
Разработаны web-серверы, позволяющие предсказывать наличие IRES в вирусных РНК (VIPS) или в вирусных и клеточных РНК (IRESPred). 
В 2016 году был предложен алгоритм RNAiFold2T для разработки особых РНК-термометров, содержащих IRES. Кэпнезависимая трансляция таких термо-IRES-элементов примерно на 50 % интенсивнее при 42 °С, чем при 30 °С. Впрочем, эффективность их трансляции всё равно меньше, чем у IRES дикого типа, которая не зависит от температуры.